# Баймуханова, Джанылдык
Джанылдык Баймуханова (каз. Жаңылдық Баймұқанова, 1923 год, аул Жуантюбе (сегодня — Западно-Казахстанская область), Киргизская АССР, РСФСР — 1979 год, СССР) — колхозница, Герой Социалистического Труда (1948).

## Биография
Родилась в 1923 году в ауле Жуантюбе, Киргизская АССР. В 1942 году вступила в колхоз «Жана-Талап», в котором до 1950 году работала старшим табунщиком. В 1950 году поступила в Уральскую школу руководящих кадров, которую окончила в 1953 году. С этого же года стала работать агрономом в колхозе имени газеты «Правда». С 1963 года работала зоотехником фермы колхоза «Жана-Талап».
Скончалась 1979 году.
В 1947 году она вместе со своим отцом была табунщицей. В условиях табунного содержания она вырастила 57 жеребят от 57 кобыл. За этот доблестный труд она была удостоена в 1948 году звания Героя Социалистического Труда.

## Награды
- Герой Социалистического Труда — Указом Президиума Верховного Совета от 23 июля 1948 года.
- Орден Ленина (1948).

## Источник
- Герои Социалистического труда по полеводству Казахской ССР. Алма-Ата. 1950. 412 стр.
- Батыс Қазақстан облысы. Энциклопедия. — Алматы: «Арыс» баспасы, 2002. ISBN 9965-607-02-8